# Ізвоареле (Мехедінць)
Ізвоареле (рум. Izvoarele) — село у повіті Мехедінць в Румунії. Входить до складу комуни Груя.
Село розташоване на відстані 273 км на захід від Бухареста, 36 км на південь від Дробета-Турну-Северина, 91 км на захід від Крайови.

## Населення
За даними перепису населення 2002 року у селі проживали 1119 осіб. Усі жителі села рідною мовою назвали румунську.
Національний склад населення села:
| Національність | Кількість осіб | Відсоток |
| -------------- | -------------- | -------- |
| румуни         | 1026           | 91,7%    |
| цигани         | 93             | 8,3%     |